# Обнажённый вампир
«Обнажённый вампи́р» (фр. La Vampire Nue) — французский вампирский эротический фильм ужасов 1970 года режиссёра Жана Роллена. Второй полнометражный фильм режиссёра.
Мировая премьера картины состоялась 24 мая 1974.

## Сюжет
В таинственной лаборатории врачи в масках берут кровь у обнажённой женщины с мешком на голове. В следующем сюжете главный герой Пьер видит, как человек в оленьей маске стреляет в девушку в оранжевой накидке, а затем его помощники в масках забирают его тело. Пьер, спасаясь, пытается попасть в особняк в Сан-Луисе, принадлежащий его отцу Радаманту, но там проходит некая закрытая вечеринка. Он связывает эти события воедино и пытается узнать правду. Пьер оказывается на закрытом представлении, где на проекторе появляется лицо девушки, которая выходит, берёт пистолет и стреляет сама в себя. Затем появляется первая девушка в оранжевой накидке. Затем на проекторе появляется лицо Пьера, ему дают пистолет, но он отказывается повиноваться и стреляя в присутствующих убегает. По телефону он вызванивает друга-художника Роберта и они идут в офис отца Пьера. Перед появлением девушки в оранжевом присутствующих заставляют надевать мешки на голову. Пьер требует объяснений. Девушка в оранжевом наделена уникальными способностями — она неуязвима. Затем отец Пьера мистер Радамант перевозит вампиршу в закрытом фургоне в загородный особняк. Тем временем ассистентка Радаманта Соланж убивает Роберта в его мастерской. На загородный особняк совершает нападение группа неизвестных, которые освобождают вампиршу из сторонников Радаманта. Против них бессильны пули и распятия. Нападавшие исчезают. Пьер возвращается к своему отцу, но неведомый голос ведёт его в заброшенный дом. За ним следует отец и оказывается на берегу моря. Нападавшие вновь появляются. Их предводитель говорит Радаманту, что он настоящий вампир, а они — раса бессмертных, которые должны прийти на смену человечеству.

## В ролях
- Оливер Мартин — Пьерр Радамант
- Кэролайн Картье — вампир
- Бернар Муссон — Вориндж
- Жан Арон — Фредор
- Катрин Кастель
- Мари-Пьер Кастель